# This Summer's Gonna Hurt like a Motherfucker
This Summer's Gonna Hurt like a Motherfucker (ook bekend onder de titels This Summer's Gonna Hurt like a Motherf****r, This Summer's Gonna Hurt... of This Summer) is een nummer van de Amerikaanse band Maroon 5 uit 2015. Het is de vierde single van hun vijfde studioalbum V.
Het nummer is een zomers popnummer met synthpop- en new wave-invloeden. Naast de originele versie, bestaat er ook een 'clean version' voor de Amerikaanse en Britse radio, waarin het woord "fucker" is vervangen voor "haha". Na de wereldhit Sugar, bestormde ook dit nummer in de zomer van 2015 wereldwijd de hitlijsten. Toch werd het succes van de voorganger nergens geëvenaard. In de Amerikaanse Billboard Hot 100 bereikte "This Summer's Gonna Hurt like a Motherfucker" de 23e positie. In de Nederlandse Top 40 bereikte het een bescheiden 23e positie, terwijl het in Vlaanderen niet verder kwam dan de 2e positie in de Tipparade.